# Nicky 2
Nicky 2 (ook wel Nicky Boom II) is een computerspel dat werd ontwikkeld en uitgegeven door Microïds. Het spel kwam in 1993 uit voor onder andere de Commodore Amiga, Atari ST en DOS. Het spel is een vervolg op Nicky Boom en werd uitgebracht in 1993. Het spel is een horizontaal scrollend platformspel. Door verschillende versperringen moet er nagedacht worden hoe het einde van het level te halen. Het spel is getekend in felle kleuren. Het perspectief van het spel is in de derde persoon.

## Platforms
| Jaar | Platform             |
| ---- | -------------------- |
| 1993 | Amiga, Atari ST, DOS |
| 2009 | iPhone               |
| 2011 | Macintosh            |

## Ontvangst
| Beoordeeld door | Platform | Datum          | Score |
| --------------- | -------- | -------------- | ----- |
| ST Action       | Atari ST | september 1993 | 77%   |
| Games Master    | Amiga    | september 1993 | 74%   |
| Amiga Format    | Amiga    | oktober 1993   | 72%   |
| Amiga Joker     | Amiga    | september 1993 | 68%   |
| Amiga Computing | Amiga    | oktober 1993   | 67%   |
| The One         | Amiga    | augustus 1993  | 66%   |
| Power Play      | Amiga    | augustus 1993  | 64%   |
| CU Amiga        | Amiga    | september 1993 | 58%   |
| Amiga Power     | Amiga    | september 1993 | 34%   |